# Sint-Martens-Lierde
Sint-Martens-Lierde (fr. Lierde-Saint-Martin) – dzielnica (deelgemeente) gminy Lierde w Belgii, w Regionie Flamandzkim, w prowincji Flandria Wschodnia, w okręgu Oudenaarde. Do 31 grudnia 1976 samodzielna gmina.

## Demografia
Liczba mieszkańców, stan na 1 stycznia:
| Rok                | 1930 | 1947 | 1961 | 2020 |
| ------------------ | ---- | ---- | ---- | ---- |
| Liczba mieszkańców | 1620 | 1693 | 1730 | 1970 |